# Istròpolis
Istròpolis o Istriòpolis o Histriòpolis, o simplement Ístria (en llatí: Istropolis o Istriopolis o Histriopolis, en grec antic: Ἰστρόπολις, Ἰστρία πόλις) va ser una ciutat de la baixa Mèsia, a la riba sud del llac Halmiris, prop de la costa de la mar Negra. Era una colònia de Milet que va participar activament en el comerç oriental, cosa que es dedueix de la freqüent menció que se'n fa com a centre comercial, però progressivament es va anar despoblant i era només un llogaret en temps d'Estrabó. La seva localització exacta no es coneix, encara que se l'ha volgut identificar amb Constantiana.